# Эскель (ведьмак)
Эскель (пол. Eskel) — персонаж литературного цикла «Ведьмак» польского писателя Анджея Сапковского, охотник на чудовищ, друг Геральта.

## Биография
В книгах Анджея Сапковского Эскель — друг и ровесник Геральта. Те, кто их не знает, принимает их за родных братьев. При знакомстве с ним Цири говорит, что Эскель похож на Геральта как брат-близнец.
Эскель появляется во второй серии второго сезона американского телесериала «Ведьмак», который вышел на экраны в декабре 2021 года. Там он был убит Геральтом, так как превратился в лешего. Эскеля сыграл швейцарский актёр Бэзил Эйденбенц; изначально эта роль досталась Туэ Эрстеду Расмуссену, но он покинул проект в самом начале. Критики обратили внимание на то, что сценаристы с непонятной целью полностью изменили как характер Эскеля, так и его внешность. При этом в кадре рядом с ним появляется темнокожий ведьмак со шрамами на лице, который заметно больше похож на книжного Эскеля. Новая трактовка образа вызвала гнев фанатов.